# Лефевр, Марсель (лётчик)

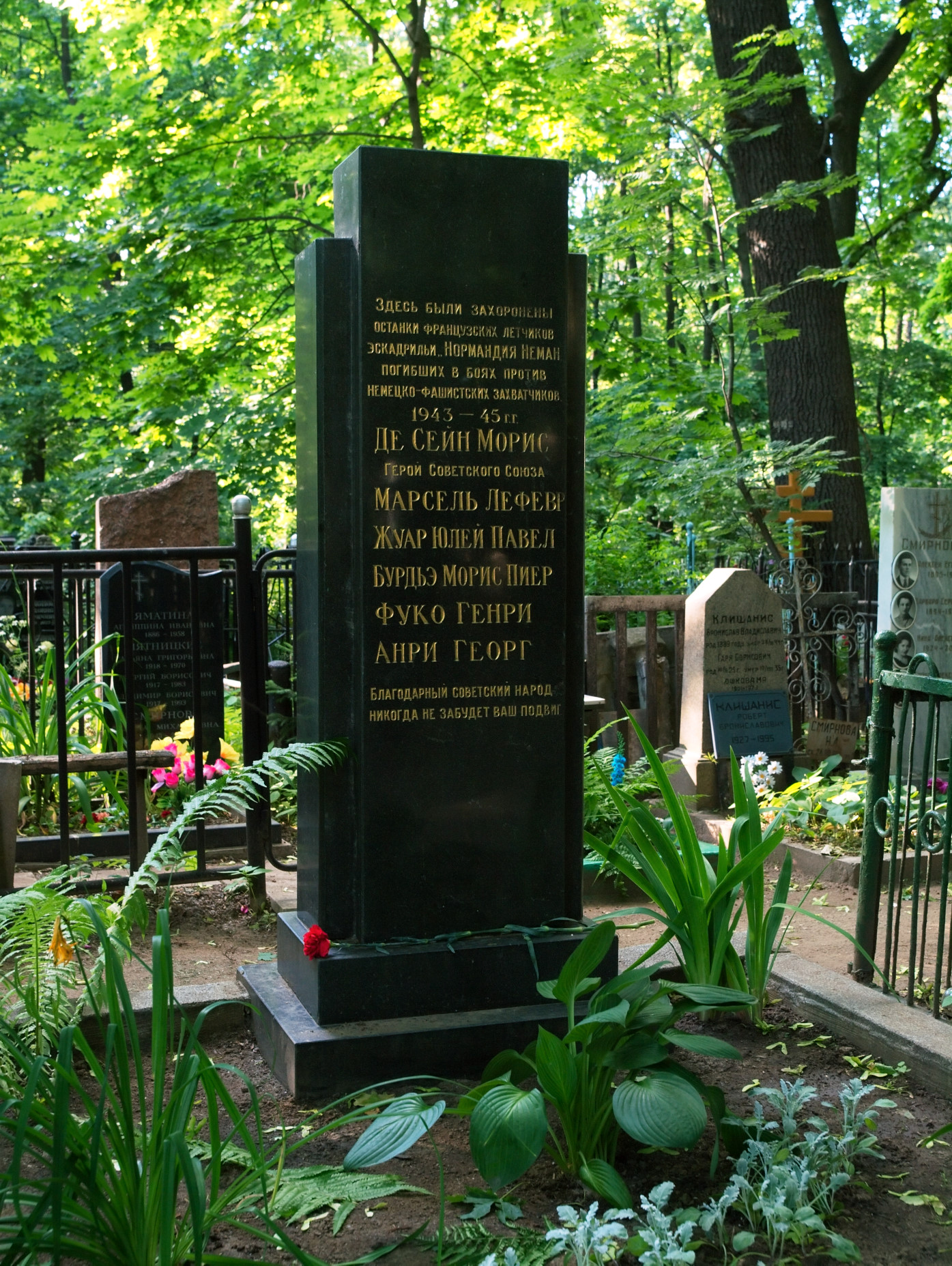
Памятник на Введенском кладбище.

Марсе́ль Лефе́вр (фр. Marcel Lefèvre; 17 марта 1918 — 5 июня 1944) — Герой Советского Союза, командир 3-й эскадрильи («Шербур») авиационного полка Национального комитета «Сражающаяся Франция» — «Нормандия» 303-й истребительной авиационной дивизии 1-й воздушной армии 1-го Белорусского фронта, старший лейтенант.

## Биография
Марсель Лефевр родился 17 марта 1918 года во Франции в городе Лез-Андели вблизи Руана в рабочей семье. Француз.
В 1937 году окончил лётную школу, работал лётчиком-инструктором.
В 1938 году был призван во французскую армию. После вторжения немецких войск и заключения правительством Петэна перемирия с Германией, на самолёте бежал в Англию. Был заочно приговорён к смертной казни.
В Великобритании в патруле над Ла-Маншем одержал свою первую победу. В Англии же вступил в движение «Сражающаяся Франция».

### «Нормандия — Неман»
В 1942 году записался добровольцем в создаваемую в Советском Союзе французскую авиационную эскадрилью. В конце ноября 1942 года прибыл в город Иваново и начал освоение самолёта Як-1. 22 марта 1943 года эскадрилья вылетела на фронт, где вошла в состав 204-й бомбардировочной авиационной дивизии (1-я воздушная армия, Западный фронт). В апреле эскадрилья вошла в состав 303-й истребительной авиационной дивизии.
Первую свою победу на фронтах Великой Отечественной войны Марсель Лефевр одержал 2 мая 1943 года, сбив Hs-129, а на следующий день — Me-109.
Зимой 1943/1944 годов эскадрилья базировалась в Туле, где была переформирована в авиационный полк «Нормандия». Одновременно Марсель Лефевр осваивал новый самолёт Як-9 и обучал лётчиков, прибывших в полк. В мае 1944 Марсель Лефевр был назначен командиром эскадрильи «Шербур».

### Смерть
28 мая 1944 года во время ознакомительного полёта в районе Витебска Лефевр сообщил своему ведомому Ф. де Жоффру, что у него «неприятности» и попросил прикрыть его. На неисправном самолёте он перелетел через линию фронта и произвёл посадку на своём аэродроме, после чего самолёт загорелся, а сам Лефевр получил сильные ожоги. Его доставили в госпиталь в Москву, где советские военные врачи сделали всё возможное, чтобы спасти жизнь мужественному французскому лётчику. Но, несмотря на все усилия медиков, Марсель Лефевр от полученных ожогов скончался 5 июня 1944 года.
Согласно другой версии, Марсель Лефевр был тяжело ранен в воздушном бою, но сумел дотянуть до своего аэродрома и посадить самолёт. В это время произошёл взрыв и начался пожар, самостоятельно выбраться из кабины Лефевр не смог. Вытащить лётчика из машины удалось только после того, как разорвался последний снаряд и пламя начало проникать в кабину.
Был похоронен в Москве на Введенском кладбище. В феврале 1953 года прах Героя перезахоронен на его родине, во Франции.

## Память

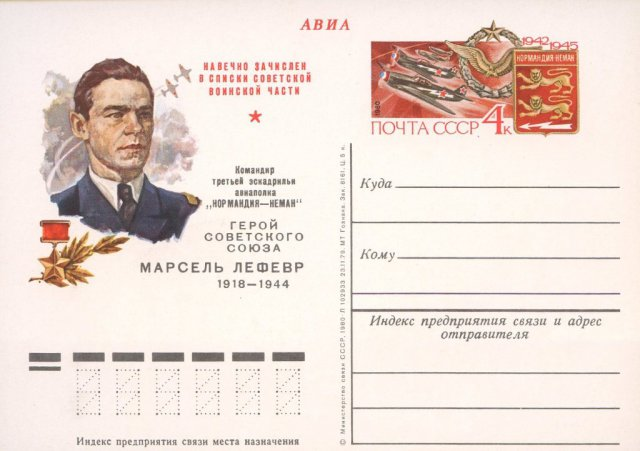
Почтовая карточка СССР, 1980 год.

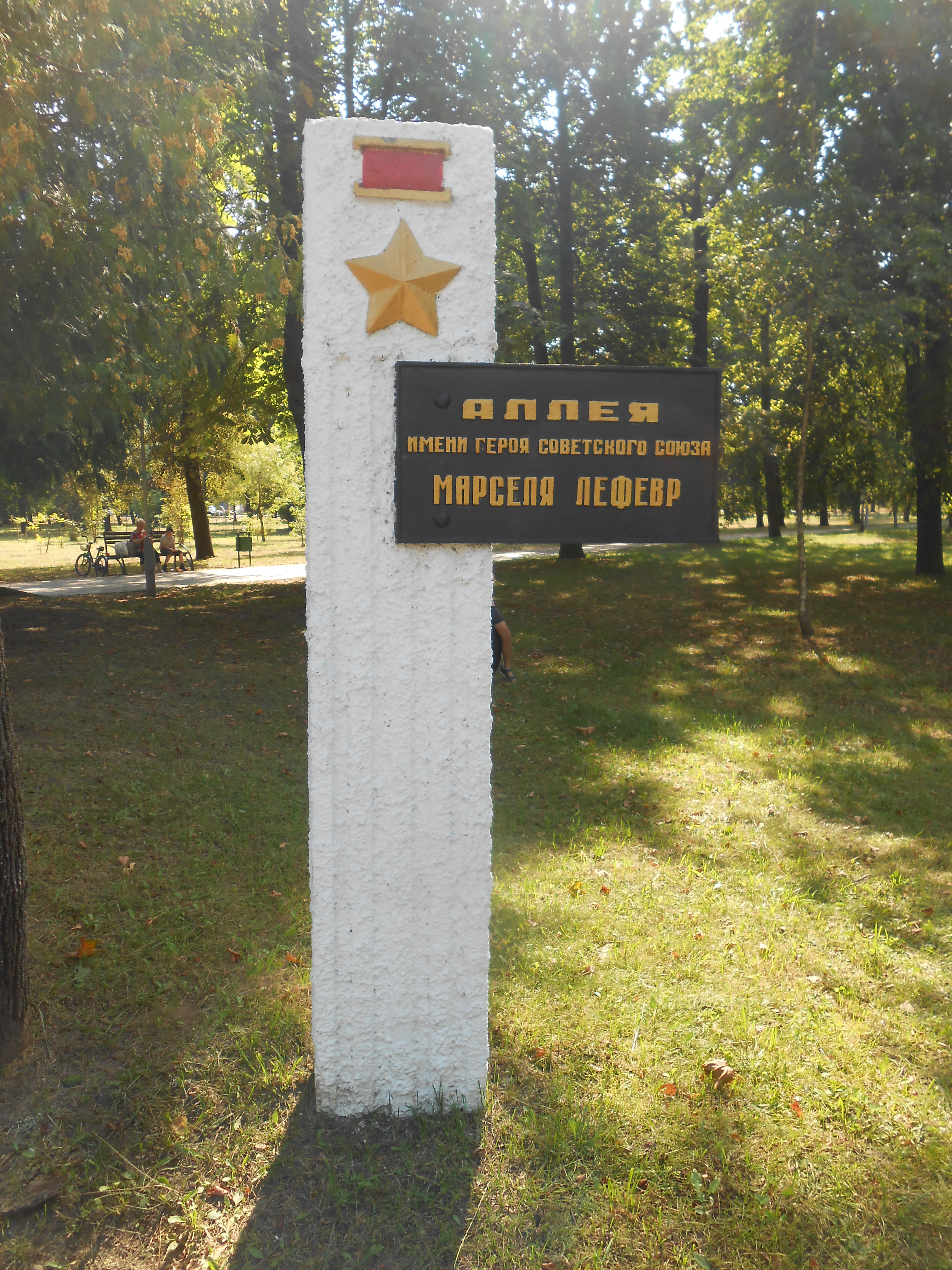
Аллея Марселя Лефевра в Парке Героев в Орше.

- Приказом министра обороны СССР старший лейтенант Марсель Лефевр навечно зачислен в списки 1-й авиационной эскадрильи 18-го гвардейского истребительного авиационного полка «Нормандия — Неман»[3].

## Награждение
- Указом Президиума Верховного Совета СССР от 4 июня 1945 года за мужество, героизм и воинскую доблесть, проявленные в боях с германской армией гражданину Французской республики старшему лейтенанту Лефевру Марселю посмертно присвоено звание Героя Советского Союза[4].

## Результативность
Всего за время войны Марсель Лефевр совершил 105 боевых вылетов, провёл 30 воздушных боёв, сбил 10 самолётов противника, 1 в паре, подбил 2 самолета противника.

## Награды
- Кавалер ордена Почётного легиона.
- Компаньон ордена Освобождения (11 апреля 1944 года).
- Военный крест 1939—1945 (9 отличий).
- Герой Советского Союза (посмертно, 4 июня 1945 года).
- Орден Ленина (посмертно, 4 июня 1945 года).
- Орден Красного Знамени (1943).
- Орден Отечественной войны 2-й степени (1943)[5].